# Costa Rica nos Jogos Olímpicos de Verão de 2012
A Costa Rica participou dos Jogos Olímpicos de Verão de 2012, na cidade de Londres, no Reino Unido.

## Desempenho

### Natação
Feminino
| Atletas    | Evento          | Eliminatórias | Eliminatórias | Semifinal   | Semifinal   | Final       | Final       |
| Atletas    | Evento          | Tempo         | Posição       | Tempo       | Posição     | Tempo       | Posição     |
| ---------- | --------------- | ------------- | ------------- | ----------- | ----------- | ----------- | ----------- |
| Marie Meza | 100 m borboleta | 1min07s01     | 42º           | Não avançou | Não avançou | Não avançou | Não avançou |

### Taekwondo
A Costa Rica conseguiu vaga para uma categoria de peso, conquistada na qualificatória pan-americana, realizado em Querétaro, no México:
- até 58 kg masculino.

### Triatlo
| Atleta          | Evento    | Natação (1,5km) | Ciclismo (40km) | Corrida (10km) | Tempo total | Posição |
| --------------- | --------- | --------------- | --------------- | -------------- | ----------- | ------- |
| Leonardo Chacón | Masculino | 17m24           | 1h00m19         | 33m42          | 1h52m39     | 48º     |